# Полозна
Полозна — река в России, протекает в Хвастовичском районе Калужской области. Левый приток Рессеты.
Река Полозна берёт начало западнее села Хвастовичи. Течёт на юг. Устье реки находится в 82 км по левому берегу реки Рессеты. Длина реки составляет 12 км.

## Данные водного реестра
По данным государственного водного реестра России относится к Окскому бассейновому округу, водохозяйственный участок реки — Ока от города Белёв до города Калуга, без рек Упа и Угра, речной подбассейн реки — бассейны притоков Оки до впадения Мокши. Речной бассейн реки — Ока.
Код объекта в государственном водном реестре — 09010100512110000019852.